# Хвылево-Сорочин
Хвылево-Сорочин (укр. Хвильово-Сорочин) — село в Золотоношском районе Черкасской области Украины.
Почтовый индекс — 19771. Телефонный код — 4737.

## Население
Население по переписи 2001 года составляло 342 человека.

### Языковой состав
Родной язык населения по данным переписи 2001 года:
| Язык       | Численность, чел. | Доля     |
| ---------- | ----------------- | -------- |
| Украинский | 333               | 97,37 %  |
| Русский    | 6                 | 1,75 %   |
| Другое     | 3                 | 0,88 %   |
| Итого      | 342               | 100,00 % |

## Местный совет
19770, Черкасская обл., Золотоношский р-н, с. Деньги

## История
Хутор Хвилев был приписан к Михайловской церкви в Деньгах.
Село образовано после 1945 года из 2 хуторов: Хвилев и Сорочинский.